# Khwaja Abdul Hamied
Khwaja Abdul Hamied (Guyarat, 31 de octubre de 1898 – 23 de junio de 1972) fue un empresario indio del sector farmacéutico y fundador de la empresa Cipla.

## Primeros años y estudios
El Dr. Hamied nació en Kachchh (estado de Guyarat). Cuando tenía 15 años fue testigo de un acto colonial británico, que le convirtió en nacionalista.
Se graduó en Ciencias por la Universidad de Allahabad y posteriormente se licenció por la Universidad Humboldt de Berlín (también conocida como Universidad de Berlín), donde consiguió la admisión en 1924 como estudiante de investigación trabajando sobre «La tecnología de compuestos de bario». Obtuvo su doctorado tres años más tarde.

## Planes de empresa y fundación de Cipla
En octubre de 1927, durante el largo viaje de regreso desde Europa a la India, trazó los planes para el futuro. Su plan encontró muchos partidarios, pero no financieros. Sin embargo, el Dr. Hamied estaba decidido a ser más bien «una pequeña rueda, no importa cuán pequeña sea, que ser un engranaje de una rueda grande».
Él donó a la empresa todas las patentes y fórmulas de propiedad de varias drogas y medicamentos, sin exigir el pago de royalties. El 17 de agosto de 1935, Cipla fue registrada como sociedad anónima con un capital autorizado de 6 lakhs de Rs (600 000 rupias).
La búsqueda de locales adecuados terminó en el 289 de Bellasis Road (la actual sede central), donde un pequeño bungalow con pocas habitaciones, fue alquilado durante 20 años por 350 rupias al mes. Cipla fue inaugurada oficialmente el 22 de septiembre de 1937, cuando los primeros productos estuvieron listos para el mercado. 
Durante las últimas cuatro décadas de su vida, desempeñó un papel importante en el desarrollo de la industria química y farmacéutica en la India hasta un nivel elevado a través de la empresa Cipla.
Un artículo en el diario The New York Times sobre la empresa Cipla y el hijo mayor de su fundador, Yusuf Hamied (ahora presidente de Cipla) mostró algunos detalles sobre la historia personal de K. A. Hamied. 

Su padre era un seguidor de Mahatma Gandhi, padre del nacionalismo indio, y su familia lo envió a estudiar química en Inglaterra, metrópoli de la India colonial, en 1924. En su lugar, cambió el billete del barco y se fue a Humboldt (Alemania), más tarde líder mundial en productos químicos. En un lago de Berlín conoció a una judía socialista lituana, la madre del Sr. Hamied. Huyeron de Alemania cuando ésta cayó en manos de los nazis, y en 1935 K. A. Hamied fundó los Laboratorios Industriales Químicos y Farmacéuticos, más tarde conocidos como Cipla.
«La venta de medicamentos genéricos económicos», artículo en el New York Times, 1 de diciembre de 2000.

## Otros cargos
Fue profesor fundador junto con el Dr. Zakir Husain de la Jamia Milia Islamia en Aligarh, que ahora está radicada en Delhi. El Dr. Hamied fue profesor honorario y miembro del consejo ejecutivo de la Universidad Aligarh, miembro del Senado de la Universidad de Bombay y miembro del Real Instituto de Química (Royal Institute of Chemistry), del Reino Unido. También fue miembro del Consejo Legislativo de Bombay en el periodo 1937-1962, y rechazó el ofrecimiento de convertirse en ministro musulmán en el gabinete de Bombay. Hamied también ejerció como alguacil de Bombay.

## Escritos
Escribió algunas obras de contenido político.
- An autobiography: a life to remember. Lalvani Publishing House, 1972.
- Ibn Maskawaih: a study of his al-Fauz al-asghar. Shaikh Muhammad Ashraf, 1946.
- Pitfalls in democracy. J. M. Mahimker, 1948.
- Reorganisation of Uttar Pradesh: for careful consideration of the honorable members of the Indian Parliament and respected leaders of the Indian union. Brij Pradesh Demand Committee.
- What is Hindi? (segundo libro de Problems of India). Alisons, 1956.
- Islāmī taʻlīmāt: borḍ va unīvarsīṭī ke ʻilmī nisāb aur qadīm va jadīd naẓriyāt par mushtamil jamʻa kitāb mosamah bah islāmī taʻlīmāt. Malik Sirājdīn, 1964.
- Borḍ va yūnīvarsaṭī ke ʻilmī niṣāb aur qadīm va jadīd naẓaryāt par mushtamil jāmaʻ kitāb, mausuūmah bah Islāmī taʻlīmāt. Mulk Sirājadīn, 1964.
- Addresses and speeches. Directorate of Education, 1966.